# Hannöversche Südbahn
Hannöversche Südbahn – historyczna, ale wciąż popularna nazwa linii kolejowej z Hanoweru przez Getyngę i Hann. Münden do Kassel. Jest to ważna, dwutorowa magistrala kolejowa, przebiegająca przez kraje związkowe Dolna Saksonia i Hesja. 